# Berenguer Ramon II
Berenguer Ramon II, anomenat el Fratricida (1053 - Jerusalem, 1097), fou comte de Barcelona, Girona, Osona, Carcassona i Rasès (1076-1097).

## Antecedents familiars
Era fill de Ramon Berenguer I de Barcelona i d'Almodis de la Marca i germà, probablement bessó, de Ramon Berenguer II. El 1076, a la mort del seu pare, va rebre el comtat de Barcelona juntament amb el seu germà, perquè no se n'havia determinat l'herència.

## Relacions amb Ramon Berenguer II
Les relacions amb el seu germà foren sempre tibants, i intentà disputar-li l'herència. Segons el testament del pare, els dos germans havien de regnar en igualtat de condicions, la situació real però, era d'una certa preeminència de Ramon Berenguer II «Cap d'Estopes».
Quan Ramon Berenguer II estava a punt de partir en una expedició vers Múrcia, es veié obligat a fer promesa solemne de repartiment amb el seu germà davant els bisbes de Barcelona i Girona, els vescomtes d'aquests comtats així com el de Cardona. Al seu retorn el Cap d'Estopes donà al seu germà part de l'herència contreta del seu pare, rebent la paria de l'Emirat de Làrida.
Vers la fi del 1077 el Papa Gregori VII envià a Girona el seu legat Amat d'Oloron per donar impuls a les seves idees de reforma de l'Església. És possible que aquest aprofités la seva estada per a intentar d'avenir els dos germans, que havien estat encomanats al Papa per llur pare en el seu testament. El pontífex escriví el 1079 al bisbe de Girona demanant-li d'actuar, juntament amb els abats de Ripoll, Sant Cugat i Sant Ponç de Tomeres, per posar fi a les discòrdies comtals. A causa d'això el mateix any els dos germans es repartiren la ciutat de Barcelona amb les terres, castells i cases de la rodalia, del Llobregat al Besòs, Castellvell i la seva marca, Olèrdola, Vilafranca del Penedès, Vallmoll i els seus alous, Eramprunyà, Benviure, Gavà, Pallejà, Garrosa, les Franqueses del Llobregat i altres dominis; i convingueren que residirien alternativament, durant sis mesos, en el palau comtal o a les cases de Bernat Ramon. Un complement sense data feia divisió també de la residència al castell de Port, i dels de Santa Perpètua, Montagut, Pontons, Vilademàger, Tamarit, Cubelles, Vilafranca del Penedès (torre Dela) i Vallmoll. Les funcions sobiranes restaven indivises, així com les rendes dels judicis, lleudes, mercats, moneda i uns patis a Barcelona. Però Berenguer Ramon II continuà reclamant, i el 1080 obtingué del seu germà la definició de la meitat del castell de Barberà, de la Bleda (Olèrdola) i dels comtats de Carcassona i Rasès. El "Cap d'Estopes" llavors prometé de dividir totes les adquisicions futures, comprenent-hi les naus que es construïssin i les que s'adquirissin. Restarien en indivís les naus que llavors tenien, però es repartirien per meitat les preses que fessin.

## Lluita contra els sarraïns
En ocasió de la preparació d'una expedició fallida contra els musulmans la primavera de 1081, Rodrigo Díaz de Vivar, enemistat amb el seu rei Alfons VI de Castella, anà a Barcelona i oferí la seva col·laboració, que no fou acceptada; llavors es barallà amb un nebot dels comtes i el ferí. El Cid passà al servei dels reis sarraïns de Saragossa, contra qui Berenguer Ramon va dirigir després que atacaren l'Emirat de Larida, aliat del Comtat de Barcelona, i Berenguer Ramon fou fet presoner a la batalla d'Almenar (1082).
La invasió almoràvit i la derrota d'Alfons VI de Castella a la batalla de Sagrajas el 1086 va propiciar que a el Cid se li encarregués la defensa de la zona llevantina del regne de Castella. Entre 1087 i 1089, va fer tributaris als monarques musulmans de l'Emirat d'Albarrasí i l'Emirat d'Alpont i el 1087 va impedir que la ciutat de Balànsiya, governada pel rei Yahya Al-Qadir, aliat dels castellans, caigués en mans d'Al-Múndhir Imad-ad-Dawla i del Comte de Barcelona. La pressió de Saraqusta sobre els regnes musulmans veïns va provocar la batalla de Tébar el 1090, en la que Berenguer Ramon II va caure novament presoner de Rodrigo Díaz de Vivar, perdent la seva espasa Colada.
Alliberat dels compromisos amb l'Emirat de Làrida, i ajudat pels genovesos i per Sanç I d'Aragó i Pamplona atacà i ocupà la ciutat de Turtuixa el 1092.

## Mort de Ramon Berenguer II
El 5 de desembre de 1082 morí Ramon Berenguer II en un assalt al terme de Gualba. La veu popular acusà Berenguer Ramon de ser l'artífex de la seva mort i per això l'apel·là El Fratricida.
El 1083 es formà el partit antifratricida encapçalat per Ramon Folc I de Cardona i Bernat Guillem de Queralt, als quals s'uní el bisbe de Vic Berenguer Sunifred de Lluçà, els quals encomanaren durant 10 anys la tutoria del petit fill del mort, Ramon Berenguer III, al comte Guillem I de Cerdanya, oncle del menut, la seva dona Sança de Barcelona i Almodis, la tia carnal.
El 18 de juny de 1086 però, aquest front antifratricida es trencà i un nou partit, encapçalat pels Montcada, Cabrera, Guerau Alemany II de Cervelló i Berenguer Sunifred de Lluçà acordà que Berenguer Ramon II participés en la tutoria del menut onze anys, prometent que no es casaria i que per tant l'herència recauria directament en el petit fill del Cap d'Estopes.

## Relacions amb l'església
El 1091 el Papa Urbà II va deslligar-lo de l'arquebisbat de Narbona i va establir l'arquebisbat de Tarragona, ocupada efímerament pel comte català.

## Successió
En arribar Ramon Berenguer III a la majoria d'edat, el seu oncle li deixà el govern dels comtats. Berenguer Ramon II morí durant la Primera Croada a Jerusalem el 20 de juny de 1097, a la qual havia anat en penitència.

## Representació en les arts
El comte, arran del seu crim, va esdevenir tema literari que apareix, entre d'altres, a:
- El Caín de Cataluña, drama històric de Francisco de Rojas Zorrilla (1644, ap.), on és el protagonista (a l'obra, amb el nom de Berenguel, acaba empresonat i mort accidentalment, després d'haver estat condemnat pel comte, son pare, encara viu).
- Caín y Abel, novel·la històrica publicada en Barcelona en 1858, obra de "G.S. y F.J.O.".
- El Caín de Cataluña, novel·la d'Antoni Altadill.

## Títols i successors
| Berenguer Ramon II Casal de BarcelonaNaixement: 1053 Mort: Jerusalem 1097 | |                                                                                               |
| Títols                                                                    | |                                                                                               |
| Precedit per: Ramon Berenguer I de Barcelona "el Vell" (pare)             | Comte de Barcelona (Llista de comtes de Barcelona) - Principatus - Comtat de Barcelona, Comtat d'Osona, Comtat de Girona (1076–1082) amb el seu germà Ramon Berenguer II de Barcelona "el Cap d'Estopes" | Succeït per: Ramon Berenguer III de Barcelona "el Gran" (nebot)                               |
| Precedit per: Ramon Berenguer I de Barcelona "el Vell" (pare)             | Comte de Carcassona (Llista de comtes de Carcassona) Comtat de Carcassona, Comtat de Rasès, Vescomtat de Besiers, Vescomtat d'Agde (1076–1082)                                                           | — Territori perdut: — Vescomtat de Carcassona (1082) — Conqueridor — Bernat Ató IV Trencavell |